# Klaus Eichmann
Klaus Eichmann (* 5. März 1939 in Kassel) ist ein deutscher Mediziner und Immunologe, der lange Jahre Direktor am Max-Planck-Institut für Immunbiologie war.

## Leben
Eichmann studierte Medizin und wurde an der˙Universität Marburg promoviert. Von 1968 bis 1971 forschte er an der Rockefeller University in New York. Von 1971 bis 1975 war er am Institut für Genetik der Universität Köln tätig, von 1975 bis 1981 forschte er am Deutschen Krebsforschungszentrum in Heidelberg. Anschließend war er bis zu seiner Emeritierung 2004 Direktor am Max-Planck-Institut für Immunbiologie in Freiburg/Breisgau.
Von 2008 bis 2010 war er Schlichtungsberater der Max-Planck-Gesellschaft. Er ist auswärtiges Mitglied der Polnischen Akademie der Gelehrsamkeit (PAU) in Krakau.

## Bücher (Auswahl)
- Köhler’s invention. Basel/Boston/Berlin: Birkhäuser 2005, ISBN 978-3-7643-7173-9 (über Georges Köhler).
- The network collective : rise and fall of a scientific paradigm. Basel/Boston/Berlin: Birkhäuser 2008, ISBN 978-3-7643-8372-5.